# Couzou
Couzou – miejscowość i gmina we Francji, w regionie Oksytania, w departamencie Lot.
Według danych na rok 1990 gminę zamieszkiwało 77 osób, a gęstość zaludnienia wynosiła 4 osób/km² (wśród 3020 gmin regionu Midi-Pireneje Couzou plasuje się na 986. miejscu pod względem liczby ludności, natomiast pod względem powierzchni na miejscu 580.).